# Фарнборо
Фарнборо (енгл. Farnborough) је град у Уједињеном Краљевству у Енглеској. Према процени из 2007. у граду је живело 61.201 становника.
Град је глобално познат по његовој повезаности са ваздухопловством — Ваздухопловни скуп у Франбороу је један од највећих у свету и одржава се сваког јула.

## Становништво
Према процени, у граду је 2008. живело 61.201 становника.
| 1981.  | 1991.  | 2001.  |
| ------ | ------ | ------ |
| 48,063 | 52,535 | 57,147 |